# Malacopteron affine
Malacopteron affine là một loài chim trong họ Pellorneidae.